# Zespół kąta mostowo-móżdżkowego

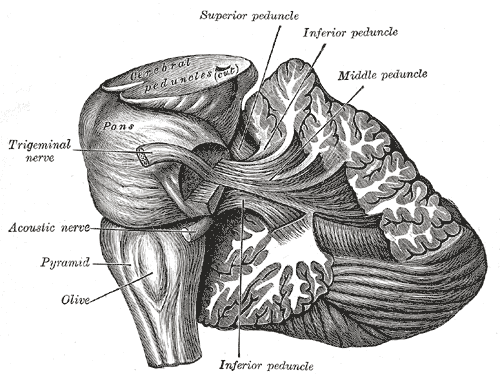
Rycina ilustrująca relacje anatomiczne struktur kąta mostowo-móżdżkowego

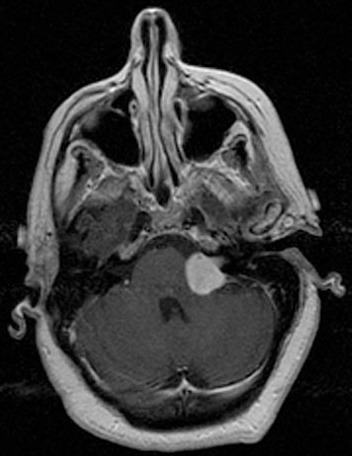
Obraz MRI T_{1}-zależny nerwiaka osłonkowego nerwu przedsionkowego

Zespół kąta mostowo-móżdżkowego – zespół objawów spowodowany obecnością guza w okolicy kąta mostowo-móżdżkowego. Najczęstszym guzem w tej okolicy są nerwiaki osłonkowe nerwu przedsionkowego, inne częste zmiany to oponiaki albo torbiele epidermoidalne, rzadkimi przyczynami są guzy przerzutowe, tętniaki, torbiele pajęczynówki, nerwiaki osłonkowe nerwu V.
Na obraz kliniczny zespołu składają się:
- objawy uszkodzenia nerwu VIII: zaburzenia słuchu, nieprzyjemne szumy uszne, zawroty głowy
- objawy uszkodzenia nerwu V: osłabienie lub brak odruchu rogówkowego, niedoczulica połowy twarzy
- objawy uszkodzenia nerwu VII: obwodowy niedowład (wymaga różnicowania z porażeniem Bella)
- objawy ucisku na móżdżek i pień mózgu: tożstronne objawy móżdżkowe, przeciwstronne objawy piramidowe
- w zaawansowanym procesie występują również objawy uszkodzenia nerwów IX, X i XII i ciasnoty śródczaszkowej.